# Nationalstraße B11
Die Nationalstraße B11 (englisch National Road B11) ist eine Nationalstraße in Namibia und mit 14 Kilometer Länge die kürzeste in dem südwestafrikanischen Land. Sie führt von der Nationalstraße B10 nordwestlich von Nkurenkuru bei Namuntuntu in nordwestlicher Richtung bis zum Grenzübergang Katwitwi nach Angola, wo sie an die EN140 anschließt. 